# 大和町立吉田小学校
大和町立吉田小学校（たいわちょうりつ よしだしょうがっこう）は、宮城県黒川郡大和町にある公立小学校である。大和町の西部に位置し、山林が面積のおよそ9割を超える自然環境に恵まれた地域に立地している。

## 沿革

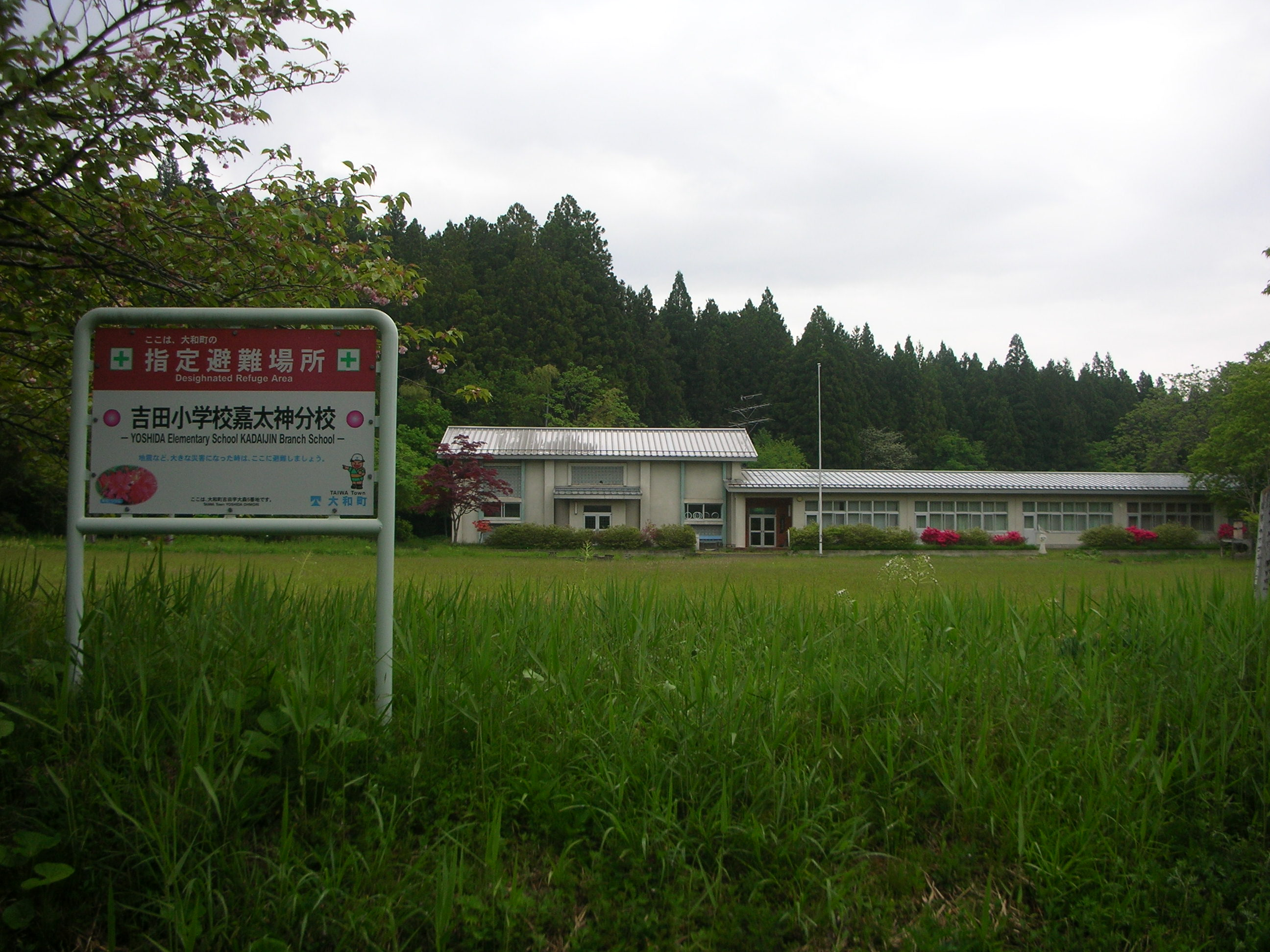
吉田小学校嘉太神分校

- 1873年（明治6年） - 第7大学区1中学区52番小学校として開校。
- 1947年（昭和22年） - 新学制により吉田村立吉田小学校となる。
- 1955年（昭和30年）4月 - 大和町立吉田小学校となる。
- 1994年（平成6年） - 升沢分校閉校[1]
- 1998年（平成10年） - 新校舎完成
- 2004年（平成16年） - 嘉太神分校閉校[2]

嘉太神分校
明治11年開校、平成16年閉校。現存の校舎は昭和56年に建てられたもの。
升沢分校
明治35年開校、平成6年閉校。

## 教育目標
- 自ら考え・学び・行動する、心豊かでたくましい児童の育成

目指す子ども像
よさを認め合うおもいやりのある子ども
真剣に学ぶよく考える子ども
楽しんで運動に取り組む健康な子ども

## 学区
山の神14番地の1、上入生田前、上入生田裏、川端、瘤屋敷、下入生田、八反田、畑中、宮口、清水、新田、八反田東、新宮口、新入生田、新川端、新畑中、新入生田前、新瘤屋敷、上高田、新五福院、南谷地、〆切、橋本、要害川原、北谷地、中要害、南要害、南五福院、綱木、中谷地、西風、下原、檜木川原、上檜木、中檜木、腰廻上、腰廻下、小原、檜木、下檜木、西五福院、高田、高田東、北要害、南高田、新南谷地、新要害、新五福院上、新五福院下、東五福院、高田西、新小原を除く吉田の全区域

## 卒業生の進路
公立中学校の場合
- 大和町立大和中学校

## アクセス
- 大和町町民バス吉田線1で、吉田小学校前バス停下車徒歩3分